# Pinal del Marquesado
Pinal del Marquesado är en ort i kommunen Otzoloapan i delstaten Mexiko i Mexiko. Samhället hade 532 invånare vid folkräkningen år 2020 och är kommunens näst folkrikaste ort.